# Max Pallenberg
Max Pallenberg (Vienna, 18 dicembre 1877 – Karlovy Vary, 26 giugno 1934) è stato un attore e cantante austriaco.

## Biografia
Dopo aver fatto le prime esperienze teatrali in vari teatri di provincia, ottenne la prima scrittura importante nel 1904 da parte di Josef Jarno al Theater in der Josefstadt di Vienna. Nel 1909 passò al Theater an der Wien, famoso per le rappresentazioni di opere liriche e operette, dove tra l'altro fu protagonista nella prima del "Conte di Lussemburgo" di Franz Lehár, e nel 1911 al Deutsches Theater di Berlino dove, sotto la guida del grande regista Max Reinhardt, divenne uno degli attori più in vista.
Il 20 febbraio 1916 sposò Fritzi Massary, una delle più famose attrici e cantanti degli anni venti nei paesi di lingua tedesca, e da allora recitò spesso accanto a lei in operette; con la moglie, di origine israelita, andrà in esilio in Austria nel 1933 per l'avvento al potere del nazionalsocialismo in Germania. Morì l'anno successivo in un incidente aereo avvenuto nei pressi di Karlovy Vary.

## Attività
Max Pallenberg è stato soprattutto un attore teatrale. Secondo il critico Wolfgang Beck, Max Pallenberg era un attore dotato di notevoli capacità di improvvisazione e di un grande intuito comico, per cui ha colto i maggiori successi nel teatro leggero. Sono rimaste famose tuttavia anche alcune interpretazioni drammatiche, come in Liliom di Ferenc Molnár, nei Sei personaggi in cerca d'autore di Luigi Pirandello, o le interpretazioni classiche nelle commedie di Molière.

### Filmografia
- Pampulik als Affe, regia di Alexander Graf Kolowrat (1912)
- Pampulik kriegt ein Kind (1912)
- Max und seine zwei Frauen (1915)
- Pampulik hat Hunger (1913)
- Der rasende Roland, regia di Heinrich Bolten-Baeckers (1915)
- Kapellmeister Pflegekind, regia di Heinrich Bolten-Baeckers (1915)
- Die Nacht und der Leichnam, regia di Adolf Abter (1921)
- L'avventura del cassiere (Der brave Sünder), regia di Fritz Kortner (1931)